# Нарышкина, Софья Дмитриевна
Софья Дмитриевна Нарышкина (1 октября 1805 — 18 июня 1824) — дочь фаворитки императора Александра I Марии Нарышкиной, состоявшей в браке с Дмитрием Нарышкиным. Считалась внебрачной дочерью императора. Умерла накануне свадьбы от чахотки в возрасте 18 лет.

## Биография
Родилась в Петербурге, крещена 8 октября 1805 года в Симеоновской церкви на Моховой, крестница графа П. К. Разумовского и М. А. Нарышкиной. Красавица-фаворитка Мария Антоновна Нарышкина родила 6 детей, из которых выжили только трое: старшая Марина (единственная, которую признавал муж), Софья и младший сын Эммануил Нарышкин, рождённый в 1813 году — по слухам, от измены её императору с князем Григорием Гагариным. Из-за этого романа 14-летняя внебрачная связь была разорвана, и бывшая фаворитка с новорождённым мальчиком и маленькой Софьей уехала за границу. Из-за слабого здоровья девочки мать продолжала годами проживать с ней в Европе — во Франции, Швейцарии, Германии. Чахоткой (туберкулёзом) Софья страдала с детства.
По словам П. В. Долгорукова, «император её очень любил и хотел выдать за графа Дмитрия Николаевича Шереметева, но тому удалось уклониться от этой высочайшей чести». Во время Веронского конгресса (1822) Александр I  нередко посещал графиню С. Г. Шувалову, приятельницу Марии Нарышкиной, и покровительствовал её сыновьям. Младшего из них — Андрея Шувалова, он решил женить на Софье. Мария Нарышкина была в это время с дочерью в Швейцарии, и в 1823 году они вернулись в Россию для совершения свадьбы.
Михаил Сперанский в письме от 27 октябре 1823 года сообщал о нахождении Марии Нарышкиной с дочерью Софьей в Петербурге как о новости. «Кто будет ее суженым, еще неизвестно», пишет он, подразумевая, что цель этого возвращения ясна. Софья начала обучаться русскому языку и её обручили в 1823 году с Андреем Шуваловым. Александра Смирнова-Россет вспоминала: «Этот пройдоха при имп. Алекс<андре> Павловиче, чтобы сделать карьеру, просил руки Софьи Нарышкиной, когда она уже была в чахотке. У нее был дом на набережной и 25 тысяч асс. дохода; Александр I был очень скуп». Владимир Соллогуб так описывал облик Софьи:

«Зимой Дмитрий Львович жил в Петербурге, где выстроил на Фонтанке дом, или, правильнее, дворец, принадлежащий ныне графине Шуваловой. Тут я видел еще сверкавшую красотою Марью Антоновну и ее миловидную дочь, семнадцатилетнюю Софью. Ее детское, как бы прозрачное личико, большие голубые детские глаза, светло-белокурые вьющиеся кудри придавали ей отблеск неземной. Она была помолвлена за графа А. П. Шувалова, только что приехавшего тогда из Парижа вместе со своим братом Григорием. Но свадьба не состоялась. Невеста была не от мира сего. Она скончалась тихо и неожиданно, и смерть её отозвалась новым унынием в столичной жизни».
Летом 1824 года здоровье Софьи вызвало большую тревогу и за ней наблюдали лейб-медики Миллер и Реман. Несмотря на болезнь дочери, Мария Нарышкина очень спешила со свадьбой, но вопреки её желанию император Александр I отложил брак до выздоровления девушки. Хотя со дня помолвки он обходился с Шуваловым как с будущем зятем, но брак так и не состоялся.
Софья умерла 18 июня 1824 года в 18-летнем возрасте. Это произошло на даче Нарышкиных Ma Folie в Колтовской слободе у Крестовского перевоза, в тот день, когда Александр I должен был присутствовать на учениях гвардейской артиллерии в Царском Селе. Когда ему сообщили о смерти Софьи, «император, не сказав на это ни слова, возвел глаза свои вверх и залился самыми горючими слезами, так что вся сорочка на груди его была ими смочена», — писал присутствовавший при этом его лейб-медик доктор Д. К. Тарасов. 
Мережковский в романе «Александр Первый» пишет, что император послал императрице записку: «Elle est morte. Je reçois le châtiment de tous mes égarements» («Она умерла. Я наказан за все мои грехи»). Далее писатель описывает день императора: «Думали, маневры отменят. Но четверть часа послышался звонок из уборной. (…) Государь вышел в приемную, где ожидали все штабные генералы, начальники дивизии, батальонные командиры, чтобы сопровождать его на военное поле. Вступив с ними в беседу, он предлагал вопросы и пояснял ответы с обычной любезностью». Мережковский цитирует доктора Тарасова: «Я наблюдал лицо его внимательно, и, к моему удивлению, не видел в нем ни единой черты, обличающей внутреннее положение растерзанной души его: он до того сохранял присутствие духа, что кроме нас троих, бывших в уборной, никто ничего не заметил».
По словам К. Я. Булгакова, смерть юной Софьи всех поразила, об этом только и говорили в Петербурге и в Москве. Своему брату 20 июня 1824 года он сообщал:

Только и слышно всеобщее сожаление о бедной Нарышкиной, кончившей жизнь во цвете лет... Ей жить было невозможно. В ее лета чахотка ужасно скоро влечет к смерти. Так было с нею. Хотя еще не объявлено было, но, кажется, решено ее замужество с молодым Шуваловым, которого очень хвалят. Он, говорят, в отчаянии. Ему пускали кровь. Сегодня везут её тело в Сергиеву пустынь, где завтра отпоют и положат. Похороны простые, никто не зван; но многие поедут.
В день похорон Софьи безутешный карьерист Шувалов будто бы сказал одному из друзей своих: «Мой милый, какого значения я лишился!». В качестве компенсации «его послали секретарем к Татищеву в Вену» (пишет Смирнова-Россет). Позже он женился на богатейшей вдове Платона Зубова.

### Могила
Была похоронена на территории Троице-Сергиевой пустыни в Стрельне в снесённой ныне церкви Воскресения Христова. Сохранился чертёж: «План могил погребенных лиц в бывшей Яковской церкви ныне Михайло-Архангела приделе Воскресенской церкви Троицко-Сергиевой приморской Пустыни. Составлен с надгробных надписей существующих плит 8 июля 1886 г.», где указано её надгробие.

## В культуре
- Плетнёв, Пётр Александрович, «На смерть С. Д. Нарышкиной»
- М. E. Лобанов, учивший девушку русскому языку, написал на её кончину «Элегию на кончину С. Д. Нарышкиной», которая тогда же была напечатана отдельным изданием (см. Сын Отечества 1814 г., ч. 95, No 31, стр. 226)[13].
- Дмитрий Мережковский в романе «14 декабря: (Николай I и декабристы)» цитирует относительно её смерти стихотворение Жуковского «Голос с того света», являющееся переводом из Шиллера.